# 湖南省审计厅
湖南省审计厅是中华人民共和国湖南省人民政府管理湖南省审计工作的组成部门。

## 主要职能
1. 主管全省审计工作。负责对全省财政收支和法律法规规定属于审计监督范围的财务收支的真实、合法和效益进行审计监督，维护全省财政经济秩序，提高财政资金使用效益，促进廉政建设，保障全省经济和社会健康发展。对审计、专项审计调查和核查社会审计机构相关审计报告的结果承担责任，并负有督促被审计单位整改的责任。
2. 贯彻执行国家关于审计工作的方针、政策和法律法规，研究拟订湖南省审计工作方针、政策，参与起草审计、财政经济及有关地方性法规、规章草案，制定审计业务规章制度，并监督执行。制定并组织实施全省审计工作发展规划和专业领域审计工作规划以及年度审计计划。对直接审计、调查和核查的事项依法进行审计评价，做出审计决定或提出审计建议。
3. 向省人民政府报告和向省人民政府有关部门通报审计情况，提出制定和完善有关政策法规、宏观调控措施以及管理体制、机制建设的建议。
4. 向省人民政府提出年度省本级预算执行和其他财政收支情况的审计结果报告。受省人民政府委托向省人大常委会提出省本级预算执行情况和其他财政收支情况的审计工作报告、审计发现问题的纠正和处理结果报告。依法向社会公布审计结果。
5. 直接审计下列事项，出具审计报告，在法定职权范围内做出审计决定或向有关主管机关提出处理处罚的建议： 
  1. 省本级财政预算执行情况和其他财政收支。
  2. 市州、省财政直管县人民政府预算执行情况、决算和其他财政收支。
  3. 省直各部门、事业单位及其下属单位预算执行情况、决算和其他财政收支。
  4. 省属国有企业和金融机构、省属资本占控股或主导地位的企业和金融机构的资产、负债和损益情况。
  5. 省人民政府部门管理的和其他单位受省人民政府委托管理的社会保障基金、社会捐赠资金以及其他有关基金、资金的财务收支。
  6. 省人民政府投资和以省人民政府投资为主的建设项目的预算执行情况和决算。
  7. 省人民政府接收的国际组织和外国政府援助、贷款项目以及赠款项目的财务收支。
  8. 法律、法规规定应由省审计厅审计的其他事项。
6. 负责省领导干部经济责任审计领导小组办公室日常工作，按规定对省管党政领导干部及依法属于省审计厅审计监督对象的其他单位主要负责人实施经济责任审计，协调各成员单位运用经济责任审计成果。指导全省经济责任审计工作。
7. 组织实施对国家财经法律、法规、规章、政策和宏观调控措施执行情况、财政预算管理或国有资产管理使用等与国家财政收支有关的特定事项进行专项审计调查。
8. 负责审计署授权的审计项目和专项审计调查项目的组织实施。
9. 依法检查审计决定执行情况，督促纠正和处理审计发现的问题，依法办理被审计单位对审计决定提请行政复议、行政诉讼或省人民政府裁决中的有关事项。协助配合有关部门查处相关重大案件。
10. 指导和监督内部审计工作，核查社会审计机构对依法属于审计监督对象的单位出具的相关审计报告。
11. 与市州人民政府共同领导市州审计机关。依法领导和监督下级审计机关的业务，组织下级审计机关实施专项审计或审计调查，纠正或责成纠正下级审计机关违反国家规定做出的审计决定。按照干部管理权限协同办理市州审计机关负责人的任免事项。
12. 组织审计湖南省驻外非经营性机构的财务收支，依法通过适当方式组织审计省属企业和金融机构的境外资产、负债和损益。
13. 指导和推广信息技术在全省审计系统的应用，组织全省审计机关实施管理系统和现场审计系统的建设。组织审计专业培训。
14. 承办省人民政府交办的其他事项。[1]

## 历任厅长
- 吴宗源（2000年4月-2005年11月）
- 唐会忠（2005年11月-2016年1月）
- 胡章胜（2016年3月-）

## 机构设置

### 内设机构
- 办公室
- 法规处
- 审理处
- 财政审计一处
- 财政审计二处
- 社会保障审计处
- 金融审计处
- 行政事业审计一处
- 行政事业审计二处
- 行政事业审计三处
- 经贸审计一处
- 经贸审计二处
- 经贸审计三处
- 资源环保审计处
- 农业审计处
- 固定资产投资审计一处
- 固定资产投资审计二处
- 外资运用审计处
- 境外审计处
- 经济责任审计一处
- 经济责任审计二处
- 经济责任审计三处
- 综合计划处
- 审计执行处
- 审计技术处
- 人事处
- 机关党委
- 纪检（监察）室
- 机关后勤服务中心
- 内部审计指导中心
- 国外贷援款项目审计服务中心
- 审计科研培训所[2]